# Nátrium-dihidrogén-arzenát
A nátrium-dihidrogén-arzenát szervetlen vegyület, az arzénsav savanyú sója, képlete NaH2AsO4·H2O. Az arzénsav másik két nátriumsója a Na2HAsO4 és a Na3AsO4. Színtelen, szilárd, erősen mérgező anyag. Tulajdonságai a káliumsóéhoz hasonlóak.
A só az arzénsav konjugált bázisa:
H3AsO4 ⇌ H2AsO−4  +  H+  (K1 = 10−2,19)
Forró vizes oldatból kristályosítható ki hűtéssel, meleg vízben jól oldódik (75,3 g oldódik 100 ml vízben 100 °C-on). Finom fehér porként, monohidrát formájában kristályosodik ki. Hevítésekor előbb kristályvizét adja le, majd a dihidrogén-arzenát-ion kondenzációjával Na2H2As2O7 keletkezik, majd 230 °C fölött NaAsO3.

## Fordítás
- Ez a szócikk részben vagy egészben  a   Sodium arsenate című angol Wikipédia-szócikk ezen változatának fordításán alapul.  Az eredeti cikk szerkesztőit annak laptörténete sorolja fel. Ez a jelzés csupán a megfogalmazás eredetét és a szerzői jogokat jelzi, nem szolgál a cikkben szereplő információk forrásmegjelöléseként.